# Pauliina Vilponen
Pauliina Henrietta Vilponen (Nakkila, 20 febbraio 1992) è un'ex pallavolista finlandese, di ruolo opposto.

## Carriera

### Club
La carriera di Pauliina Vilponen inizia Nakkilan Paterit, club della sua città natale dove gioca dai sei ai diciassette anni. Nella stagione 2009-10 fa il suo debutto da professionista in Lentopallon SM-liiga, ingaggiata dal LiigaEura. Nella stagione successiva approda per un biennio all'HPK Naiset, facendo infine ritorno al LiigaEura per il campionato 2012-13.
Nella stagione 2013-14 fa la sua prime esperienza all'estero, trasferendosi in Germania, dove difende i colori dello Schweriner, in 1. Bundesliga, campionato dove milita anche nella stagione seguente, vestendo però la maglia del Wiesbaden. Ritorna quindi in Finlandia per nel campionato 2015-16, ingaggiata per due annate dal Viesti Salo, aggiudicandosi uno scudetto e due edizioni della Coppa di Finlandia.
Gioca nuovamente all'estero nell'annata 2017-18, questa volta nella Serie A2 Italiana con la Millenium Brescia; a gennaio, però, si trasferisce al Nantes, nella Ligue A francese, dove conclude la stagione: al termine del torneo si ritira dalla pallavolo giocata, per intraprendere la carriera di avvocato.

### Nazionale
Nell'estate del 2010 riceve le prime convocazioni nella nazionale finlandese, con cui gioca fino al 2018, ritirandosi dopo un incontro delle qualificazioni al campionato europeo 2019.

## Palmarès

### Club
- Campionato finlandese: 1

2016-17
- Coppa di Finlandia: 2

2015, 2016